# Oskar Andreassen
Oskar Andreassen (29 luglio 1999) è un giocatore di calcio a 5 e calciatore norvegese, difensore dell'Utleira e centrocampista dello Strindheim.

## Carriera
Andreassen è cresciuto nelle giovanili del Namsos, per cui ha giocato in prima squadra a partire dal 2015. Nel corso del 2016 è passato al Ranheim, che lo ha alternato tra le giovanili e la prima squadra. Agli inizi del 2018 è stato ceduto all'Orkla con la formula del prestito. Rientrato poi al Ranheim, dal 2019 è passato allo Strindheim.
Attivo anche nel calcio a 5, come permesso dai regolamenti della federazione norvegese che disciplina entrambe le attività, Andreassen ha giocato con la maglia del Vegakameratene in 1. divisjon. In vista del campionato 2020-2021, è passato all'Utleira, in Eliteserie.
Sempre per quanto concerne l'attività di giocatore di calcio a 5, in data 28 settembre 2021 ha esordito per la Norvegia: è sceso in campo in occasione della sfida persa per 1-0 contro la Francia, a Parigi.